# Grands Prix automobiles de la saison 1939
Champion 1938 AIACR
 Hermann Paul Müller
(non décerné)
1938 1940-1945
La saison de Grands Prix automobiles 1939 est la septième et dernière saison du championnat d'Europe des pilotes organisée par l'Association Internationale des Automobile Clubs Reconnus (AIACR). Cette année, le championnat aurait dû être remporté par le pilote allemand Hermann Paul Müller, mais la Seconde Guerre mondiale a interrompu le championnat et le titre ne lui a pas été attribué. Adolf Hühnlein, président du Nationalsozialistisches Kraftfahrkorps, la plus haute autorité allemande en matière de sport automobile, a déclaré non officiellement Hermann Lang vainqueur du championnat.

## Grands Prix de la saison

### Grands Prix du championnat
| Grand Prix             | Circuit           | Date       | Pilote vainqueur    | Constructeur vainqueur | Résultats |
| ---------------------- | ----------------- | ---------- | ------------------- | ---------------------- | --------- |
| Grand Prix de Belgique | Spa-Francorchamps | 25 juin    | Hermann Lang        | Mercedes-Benz          | Résultats |
| Grand Prix de l'ACF    | Reims-Gueux       | 9 juillet  | Hermann Paul Müller | Auto Union             | Résultats |
| Grand Prix d'Allemagne | Nürburgring       | 23 juillet | Rudolf Caracciola   | Mercedes-Benz          | Résultats |
| Grand Prix de Suisse   | Bremgarten        | 20 août    | Hermann Lang        | Mercedes-Benz          | Résultats |

### Autres Grands Prix
| Grand Prix                  | Circuit        | Date        | Pilote vainqueur    | Constructeur vainqueur | Résultats |
| --------------------------- | -------------- | ----------- | ------------------- | ---------------------- | --------- |
| Grand Prix d'Australie      | Lobethal       | 2 janvier   | Alan Tomlinson      | MG                     | Résultats |
| Grand Prix d'Afrique du Sud | East London    | 2 janvier   | Luigi Villoresi     | Maserati               | Résultats |
| Grand Prix de Grosvenor     | Le Cap         | 14 janvier  | Franco Cortese      | Maserati               | Résultats |
| Grand Prix de Pau           | Pau            | 2 avril     | Hermann Lang        | Mercedes-Benz          | Résultats |
| Road Championship           | Brooklands     | 10 avril    | Arthur Dobson       | ERA                    | Résultats |
| Grand Prix de Tripoli       | La Mellaha     | 7 mai       | Hermann Lang        | Mercedes-Benz          | Résultats |
| Coupe de Paris              | Montlhéry      | 7 mai       | Jean-Pierre Wimille | Bugatti                | Résultats |
| Grand Prix de Finlande      | Eläintarharata | 7 mai       | Adolf Westerblom    | Alfa Romeo             | Résultats |
| Grand Prix de l'Eifel       | Nürburgring    | 21 mai      | Hermann Lang        | Mercedes-Benz          | Résultats |
| Grand Prix des Frontières   | Chimay         | 28 mai      | Maurice Trintignant | Bugatti                | Résultats |
| Grand Prix de Bucarest      | Bucarest       | 25 juin     | Hans Stuck          | Auto Union             | Résultats |
| Grand Prix des Remparts     | Angoulême      | 30 juillet  | Raymond Sommer      | Alfa Romeo             | Résultats |
| Campbell Trophy             | Brooklands     | 7 août      | Raymond Mays        | ERA                    | Résultats |
| Grand Prix de Belgrade      | Belgrade       | 3 septembre | Tazio Nuvolari      | Auto Union             | Résultats |
| Circuit Gávea Nacional      | Gávea          | 29 octobre  | Manuel de Teffé     | Maserati               | Résultats |
| Grand Prix de Brașov        | Brașov         | 31 décembre | Fritz Werneck       | BMW                    | Résultats |

## Classement non officiel du Championnat d'Europe des pilotes
| Classement | Pilote                  | BEL  | FRA  | ALL  | SUI  | Points inscrits |
| ---------- | ----------------------- | ---- | ---- | ---- | ---- | --------------- |
| 1er        | Hermann Paul Müller     | Abd. | 1er  | 2e   | 4e   | 12              |
| 2e         | Hermann Lang            | 1er  | Abd. | Abd. | 1er  | 14              |
| 3e         | Rudolf Caracciola       | Abd. | Abd. | 1er  | 2e   | 17              |
| 4e         | Manfred von Brauchitsch | 3e   | Abd. | Abd. | 3e   | 19              |
| 4e         | Tazio Nuvolari          | Abd. | Abd. | Abd. | 5e   | 19              |
| 6e         | Rudolf Hasse            | 2e   | Np.  | Abd. | Abd. | 20              |
| 6e         | René Dreyfus            | Np.  | 7e   | 4e   | 8e   | 20              |
| 8e         | Georg Meier             | Abd. | 2e   | Abd. | Np.  | 22              |
| 9e         | Raymond Sommer          | 4e   | 5e   | Abd. | Np.  | 23              |
| 9e         | Hans Stuck              | Np.  | 6e   | Abd. | 10e  | 23              |
| 11e        | Robert Mazaud           | 5e   | Np.  | 6e   | Np.  | 24              |
| 11e        | « Raph »                | Np.  | 9e   | 5e   | Np.  | 24              |
| 13e        | Giuseppe Farina         | Abd. | Np.  | Np.  | 7e   | 25              |
| 14e        | Paul Pietsch            | Np.  | Np.  | 3e   | Abd. | 26              |
| 15e        | René Le Bègue           | Np.  | 3e   | Np.  | Np.  | 27              |
| 16e        | Louis Gérard            | 6e   | Np.  | Np.  | Np.  | 28              |
| 16e        | Philippe Étancelin      | Np.  | 4e   | Np.  | Np.  | 28              |
| 16e        | Luigi Chinetti          | Np.  | 8e   | Np.  | Np.  | 28              |
| 16e        | Leonhard Joa            | Np.  | Np.  | 7e   | Np.  | 28              |
| 16e        | Hans-Hugo Hartmann      | Np.  | Np.  | Np.  | 6e   | 28              |
| 16e        | Clemente Biondetti      | Np.  | Np.  | Np.  | 9e   | 28              |
| 16e        | Kenneth Evans           | Np.  | Np.  | Np.  | 11e  | 28              |
| 16e        | John Wakefield          | Np.  | Np.  | Np.  | 12e  | 28              |
| 16e        | Robert Ansell           | Np.  | Np.  | Np.  | 13e  | 28              |
| 25e        | Richard Seaman          | Abd. | Np.  | Np.  | Np.  | 29              |
| 25e        | Adolfo Mandirola        | Abd. | Np.  | Dsq. | Np.  | 29              |
| 25e        | Emmanuel de Graffenried | Np.  | Np.  | Np.  | Abd. | 29              |
| 28e        | Yves Matra              | Np.  | Abd. | Np.  | Np.  | 30              |
| 28e        | Luigi Villoresi         | Np.  | Np.  | Abd. | Np.  | 30              |
| 30e        | Raymond Mays            | Np.  | Abd. | Np.  | Np.  | 31              |
| 30e        | Heinz Brendel           | Np.  | Np.  | Abd. | Np.  | 31              |
| 30e        | Giovanni Rocco          | Np.  | Np.  | Np.  | Abd. | 31              |

Légende (1931 / 1935-1939)
- Vainqueur : 1 point
- Deuxième : 2 points
- Troisième : 3 points
- Quatrième ou complété à plus de 75 % : 4 points
- Complété entre 50 et 75 % : 5 points
- Complété 25 et 50 % : 6 points
- Complété à moins de 25 % : 7 points
- N'a pas participé (np) : 8 points
- Disqualifié (dsq) : 8 points
- En gras : pole position
- En italique : meilleur tour en course
- * : voiture partagée

Légende (1932)
- Vainqueur : 1 point
- Deuxième : 2 points
- Troisième : 3 points
- Quatrième : 4 points
- Cinquième : 5 points
- Autre partant : 6 points
- Disqualifié (dsq) : 6 points
- N'a pas participé (np) : 7 points
- En gras : pole position
- En italique : meilleur tour en course
- * : voiture partagée

## Grands Prix nord-américains
Les courses se déroulant aux États-Unis sont regroupées au sein du Championnat américain organisées par l'Association américaine des automobilistes (AAA). Au total, 4 courses dont 3 comptant pour le classement final se déroulent cette année-là.
Wilbur Shaw remporte le championnat.